# Hattusa
Hattusa (w literaturze przedmiotu również Hattusas, Hattuşaş i Hattusza) — stolica imperium hetyckiego. Obecnie stanowisko archeologiczne położone w pobliżu miasta Boğazkale w Anatolii, około 145 km od Ankary, w 1986 roku wpisane na listę światowego dziedzictwa UNESCO. 

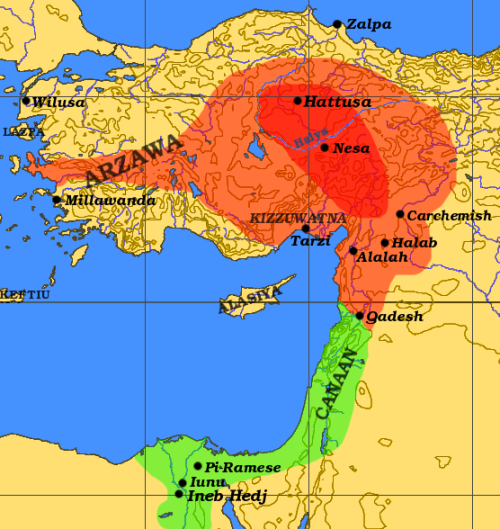
Mapa imperium hetyckiego z zaznaczonym położeniem miasta Hattusa

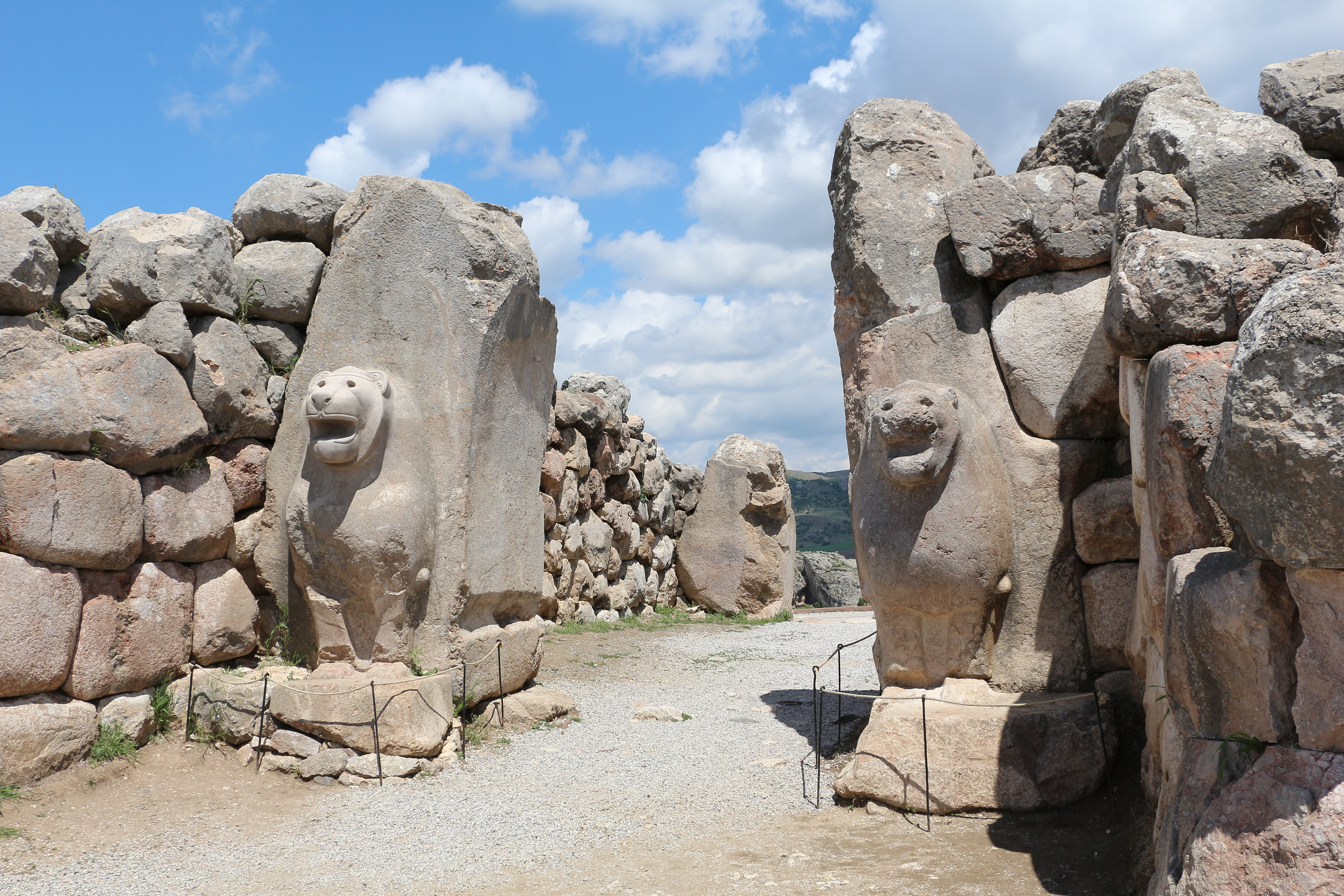
Brama miasta z posągami lwów

Miasto zostało założone przed 2000 rokiem p.n.e. przez Hetytów. W XIX i XVIII w. p.n.e. znajdowała się tu faktoria handlowa związana z kupiecką kolonią asyryjską w Kanesz, położoną w pobliżu dzisiejszego Kültepe. Około XVII wieku p.n.e. miasto zostało zdobyte przez króla Anittę, wywodzącego się z miasta Kussara, który zrównał miasto z ziemią, przestrzegając następców, by pod groźbą boskiej kary nie ważyli się go odbudować. W połowie XVII w. p.n.e. król Labarna z Kussary, który przybrał imię Hattusilis I, otoczył kamiennymi murami obszar zrujnowanego miasta i w ich obwodzie wzniósł nowe budynki. Hattusa stała się stołecznym miastem hetyckiego państwa. Miasto założono na ściętym wierzchołku obronnego z natury wzgórza o powierzchni ok. 1,8 km². Składało się z dwóch jednostek: wewnętrznej cytadeli z budynkami administracyjnymi i świątyniami, i właściwego miasta opasanego murami z trzema potężnymi bramami, do których prowadziły platformy flankowane zewnętrznymi murami. Zachodnia brama była ozdobiona reliefem lwa, wschodnia reliefem wojownika, południowa reliefem sfinksa. Na terenie miasta wzniesiono cztery zespoły świątynne. W trakcie badań odnaleziono w Hattusie jedną z najstarszych królewskich bibliotek z terenów Bliskiego Wschodu, liczącą 1300 tabliczek. 
Hattusa została zdobyta w XI wieku p.n.e. prawdopodobnie przez tak zwane Ludy Morza, i to wydarzenie wiązane jest z końcem istnienia państwa hetyckiego. Inna hipoteza mówi, że Hetyci sami opuścili miasto, zabierając wszystko co mogłoby być przydatne ich wrogom, po czym podłożyli ogień pod budynki związane z organami władzy.
W 1906 roku niemiecki archeolog Hugo Winckler rozpoczął tu badania archeologiczne.